# Gesonia festina
Gesonia festina är en fjärilsart som beskrevs av Swinhoe 1885. Gesonia festina ingår i släktet Gesonia och familjen nattflyn. Inga underarter finns listade i Catalogue of Life.